# Wilson Ornithological Society
La Wilson Ornithological Society (WOS) è un'organizzazione ornitologica formalmente istituita nel 1886 come Ornithological Chapter of the Agassiz Association. Ha sede presso il Museo di Zoologia dell'Università del Michigan, ad Ann Arbor, negli Stati Uniti. Prende il nome da Alexander Wilson, un famoso ornitologo americano. Il nome del gruppo si evolse in seguito diventando generalmente noto come il Wilson Ornithological Club (o semplicemente il Wilson Club) fino a diventare WOS nel 1955.